# Jerry Green
Jerry L. Green (Pomona, 12 febbraio 1980) è un ex cestista statunitense.

## Carriera
Frequenta l'università di Irvine e al primo anno è eletto miglior esordiente della big west di cui sarà sempre uno dei migliori giocatori. Nel 2001 e nel 2002 è il giocatore dell'anno della Conference e chiude l'esperienza agli Anteaters con 17,2 punti di media diventando il miglior marcatore di sempre dell'università con 1993 punti totali.
Da professionista gioca una prima stagione in Germania a Weissenfels e si trasferisce in Polonia allo Slupsk, torna in germania, questa volta a Ludwigsburg dove si ferma tre anni. Nel 2007 è eletto Mvp della Bundesliga con 15,9 punti, 5,2 assist e 4,2 rimbalzi. Nel 2008 è ad Ostenda in Belgio dove vince il campionato ed esordisce in Uleb Cup.
Nell'estate del 2008 si trasferisce alla Nuova Sebastiani.
Nel giugno 2009 sigla un contratto con la Pallacanestro Cantù. Questa estate ha siglato un contratto con la EnBW Ludwigsburg
Alto 190 cm per 93 kg, occupa il ruolo di playmaker.
Regista vecchia scuola non cerca spesso la conclusione personale, soprattutto dall'arco dei tre punti, ma preferisce giocare per i compagni a cui distribuisce un buon numero di assist.

## Palmarès

### Individuale
- Basketball-Bundesliga MVP: 1

EnBW Ludwigsburg: 2006-07